# Siam Park
Siam Park es un parque acuático situado en Costa Adeje (Tenerife, Canarias, España). Fue nombrado por los usuarios de TripAdvisor como el mejor parque acuático del mundo entre los años 2014 y 2023. Pertenece al Grupo Loro Parque.
El parque está tematizado en la arquitectura tailandesa y posee varios récords mundiales como por ejemplo la piscina con la mayor ola artificial del mundo, de 4 metros de altura.

## Atracciones
- Coco Beach
- Bodhi Trail
- Jungle Snake: conjunto de cuatro toboganes de diferente recorrido para disfrutar solo o en pareja.
- Kinnaree: 213 metros de recorrido serpenteante y un embudo de 45 grados de inclinación. Inaugurada el 13 de julio de 2012.[3]
- Leones Marinos: en la entrada del parque recibiendo a los visitantes.
- Mai Thai River: el río lento más largo y con mayor desnivel del mundo. Recorre el corazón del parque, a través de cascadas, frondosa vegetación y atravesando el acuario de tiburones.
- Mekong Rapids: balsas hinchables de tamaño familiar para cuatro personas.
- Naga Racer: una carrera de casi 100 metros de longitud donde competir deslizándote sobre una colchoneta.
- Patong Rapids
- Sawasdee: cuatro toboganes diferentes, dos de ellos especialmente diseñados para hacer carreras y una versión en miniatura del Dragón. Inaugurada el 13 de julio de 2012.[4]
- Siam Beach: un espacio especial para disfrutar del Palacio de las Olas. La arena que compone la playa fue traída especialmente desde Algarve en Portugal.
- Singha: montaña rusa acuática pionera en el mundo con más de 240 metros de recorrido, curvas de alta velocidad y 14 cambios de dirección. Inaugurada el 17 de julio de 2015.[5]
- The Dragon: atracción con flotador para cuatro personas.
- The Giant: atracción con flotador para dos personas.
- The Lost City: zona infantil que cuenta con múltiples torres unidas por puentes, redes,cascadas, 11 toboganes y juegos de agua que asemejan una pequeña ciudad infantil.
- The Volcano: cubierto, los visitantes se tiran a través de él en barcas de cuatro personas.
- The Wave Palace: la piscina de olas donde se forman las mayores olas artificiales del mundo.
- Tower of Power: es el tobogán más alto del parque con una altura de 28 metros. La parte inferior pasa a través de un aquario.(3 segundos de bajada intensa).
- Saifa: nueva atracción que cuenta con dos toboganes donde aquellos que la prueban se envuelven en una carrera llena de pura adrenalina.

## Servicios
- Tiendas: tiendas ambientadas al estilo de un típico pueblo tailandés donde comprar snacks, crema solar o recuerdos.
- Restaurantes: el parque cuenta con 5 bares y restaurantes. Los localizados cerca de la playa sirven comida internacional y Thai House que sirve comida típica tailandesa.
- Vestuarios: duchas y vestuarios gratuitos. Se pueden alquilar taquillas y toallas.
- Mobiliario de playa: hamacas y sombrillas gratuitas a disposición de los clientes.
- Cabañas privadas: disponibles en alquiler 3 cabañas VIP privadas con capacidad para 4 personas. También existe una Villa VIP con capacidad para 15 personas.

## Acceso
| Autopista del Sur de Tenerife | TF-1 |
| ----------------------------- | ---- |
| Salida 28                     | 28   |
| Salida 29                     | 29   |

## Galería

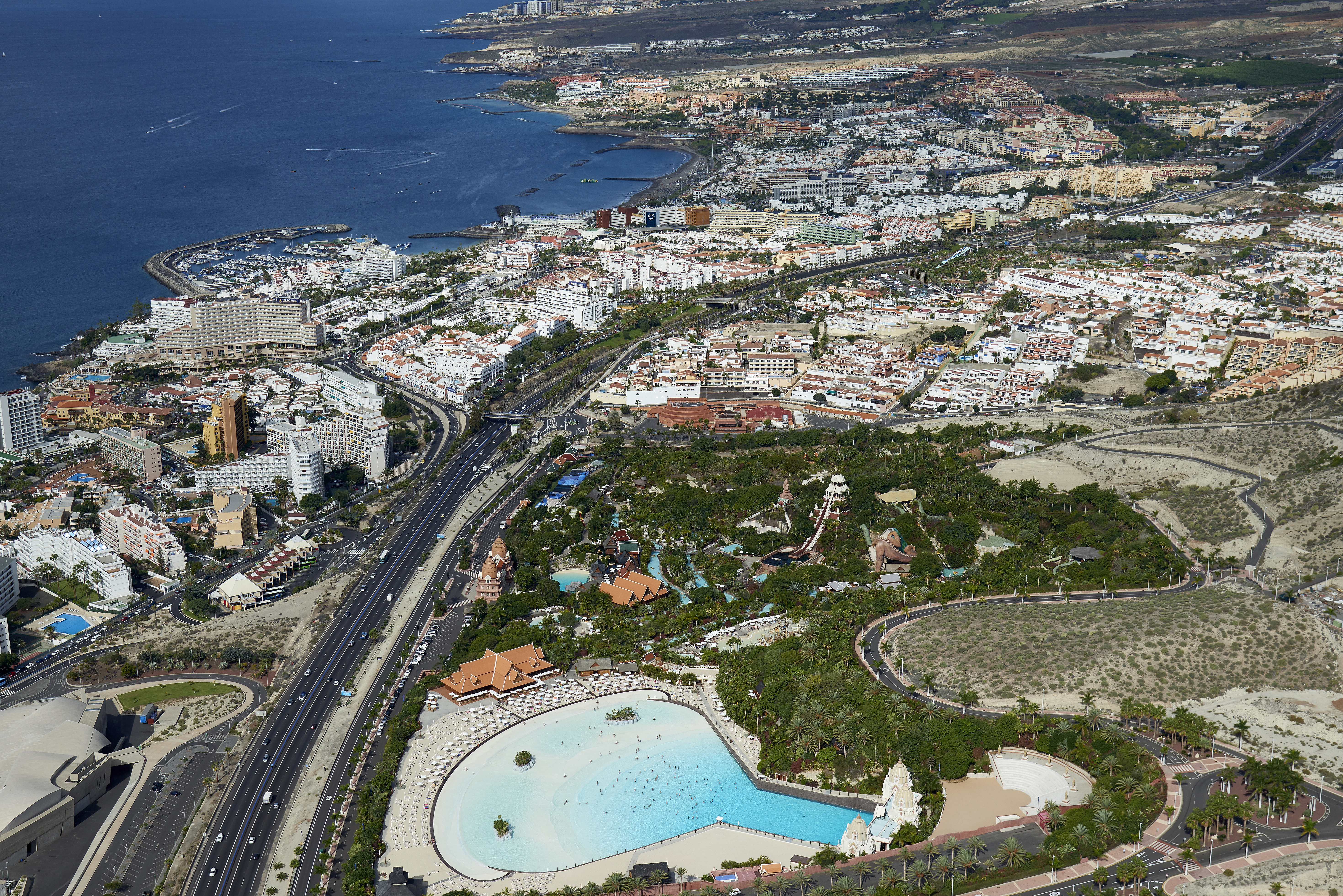
Vista aérea.
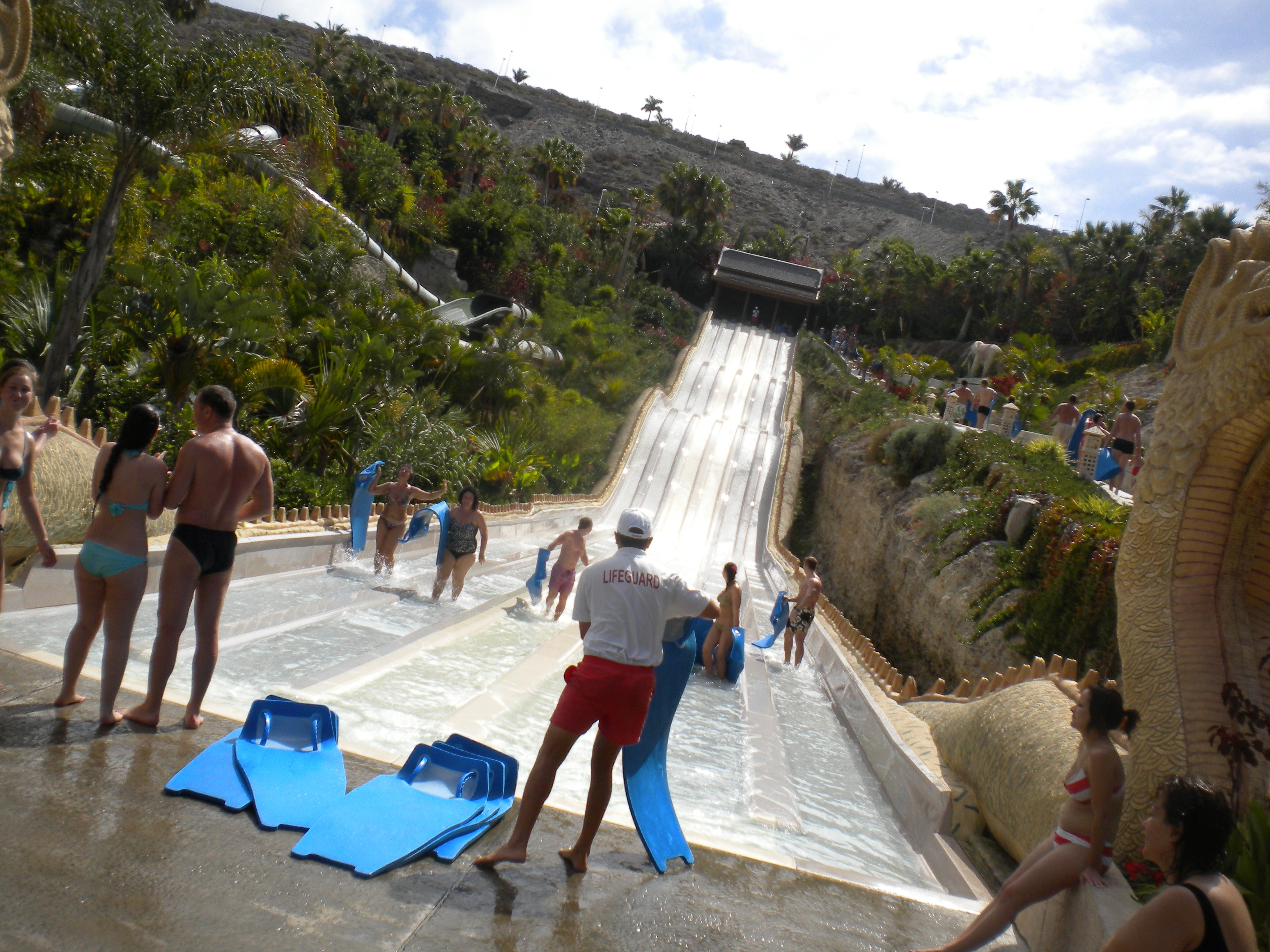
Siam Park.
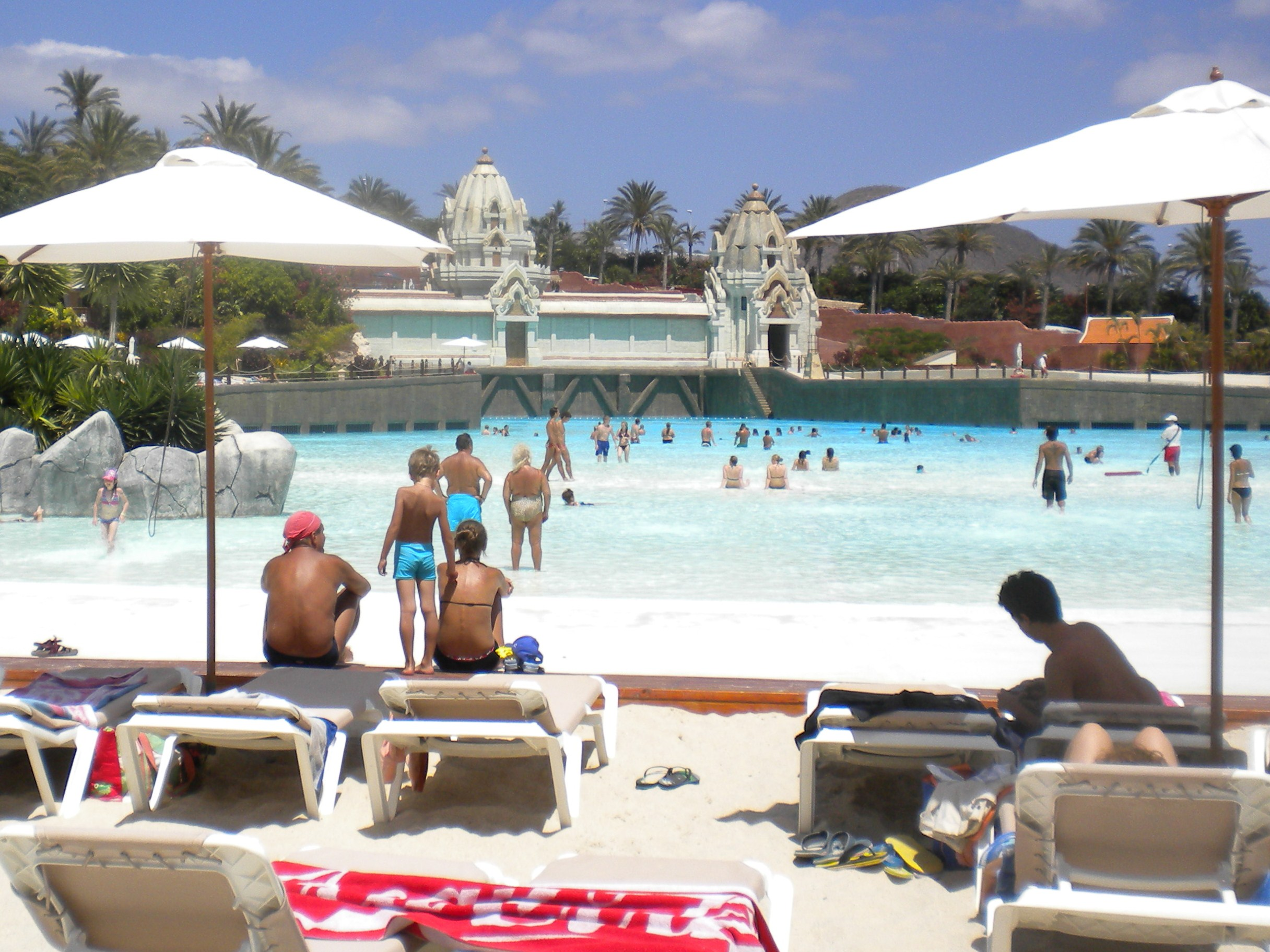
Siam Park.